# Juan Ansuátegui Roca
Juan Ansuátegui Roca (Castelló de la Plana, 27 d'agost de 1956) és un metge i exàrbitre internacional de futbol valencià, que va estar-se durant 14 temporades a la Primera Divisió d'Espanya i 11 temporades sent Àrbitre FIFA.

## Trajectòria
Com ell mateix va indicar, quan va començar en l'arbitratge, en la seva època d'estudiant, no considerava que arribaria tan lluny, pensant en algunes ocasions que ho acabaria deixant per la seva professió de metge. No obstant això, va continuar fins que va debutar com a àrbitre de la Primera Divisió d'Espanya en la primera jornada de la temporada 1988-89, dirigint un Athletic Club-Cadis CF.
Des de llavors va dirigir un total de 225 partits de Lliga, 51 de Copa del Rei, 5 finals de la Supercopa i 52 de seleccions absolutes, debutant en aquests últims l'any 1991. Com a àrbitre FIFA va participar en les rondes classificatòries de dos mundials: Estats Units 1994 i França 1998, a més d'en les classificatòries per l'Eurocopa d'Anglaterra 1996.
El dia 5 de maig de 2002 va dirigir el seu darrer partit en primera divisió en la 37a jornada de la temporada 2001-02, després de 14 anys en l'elit de l'arbitratge. Segons les seves pròpies paraules, el partit que més recorda de tots els que ha dirigit va ser la final de la Copa del Rei 1996-97 entre el FC Barcelona i el Reial Betis.

### Després de la retirada
A partir de la temporada 2002-03 compagina el seu treball en Medicina amb les funcions de delegat de camp del Vila-real CF. La temporada 2011-12, després del descens de l'equip a Segona Divisió, es va decidir un canvi en l'organigrama del club que va incloure la sortida d'Ansuátegui Roca.
A més, es dedica de manera professional a l'arbitratge de Lliga de futbol indoor

## Estadístiques a Primera Divisió
| Temporada | Partits | T. grogues | T. vermelles |  |
| --------- | ------- | ---------- | ------------ |  |
| 1988-1989 | 10      | 31         | 1            |  |
| 1989-1990 | 12      | 43         | 4            |  |
| 1990-1991 | 10      | 46         | 4            |  |
| 1991-1992 | 11      | 56         | 4            |  |
| 1992-1993 | 13      | 54         | 4            |  |
| 1993-1994 | 20      | 88         | 5            |  |
| 1994-1995 | 20      | 102        | 4            |  |
| 1995-1996 | 23      | 112        | 8            |  |
| 1996-1997 | 18      | 66         | 6            |  |
| 1997-1998 | 18      | 71         | 2            |  |
| 1998-1999 | 18      | 83         | 1            |  |
| 1999-2000 | 18      | 76         | 8            |  |
| 2000-2001 | 17      | 79         | 1            |  |
| 2001-2002 | 17      | 84         | 4            |  |
| Total     | 225     | 991        | 56           |  |